# アランコン
アランコン（Arancón）は、スペイン・カスティーリャ・イ・レオン州ソリア県のムニシピオ（基礎自治体）。
県都のソリアから東に18km、エル・アルムエルゾ山地とセンセホ山のふもとに位置する。チャバリンド川とカニュエロ川が流れる。

## 名所

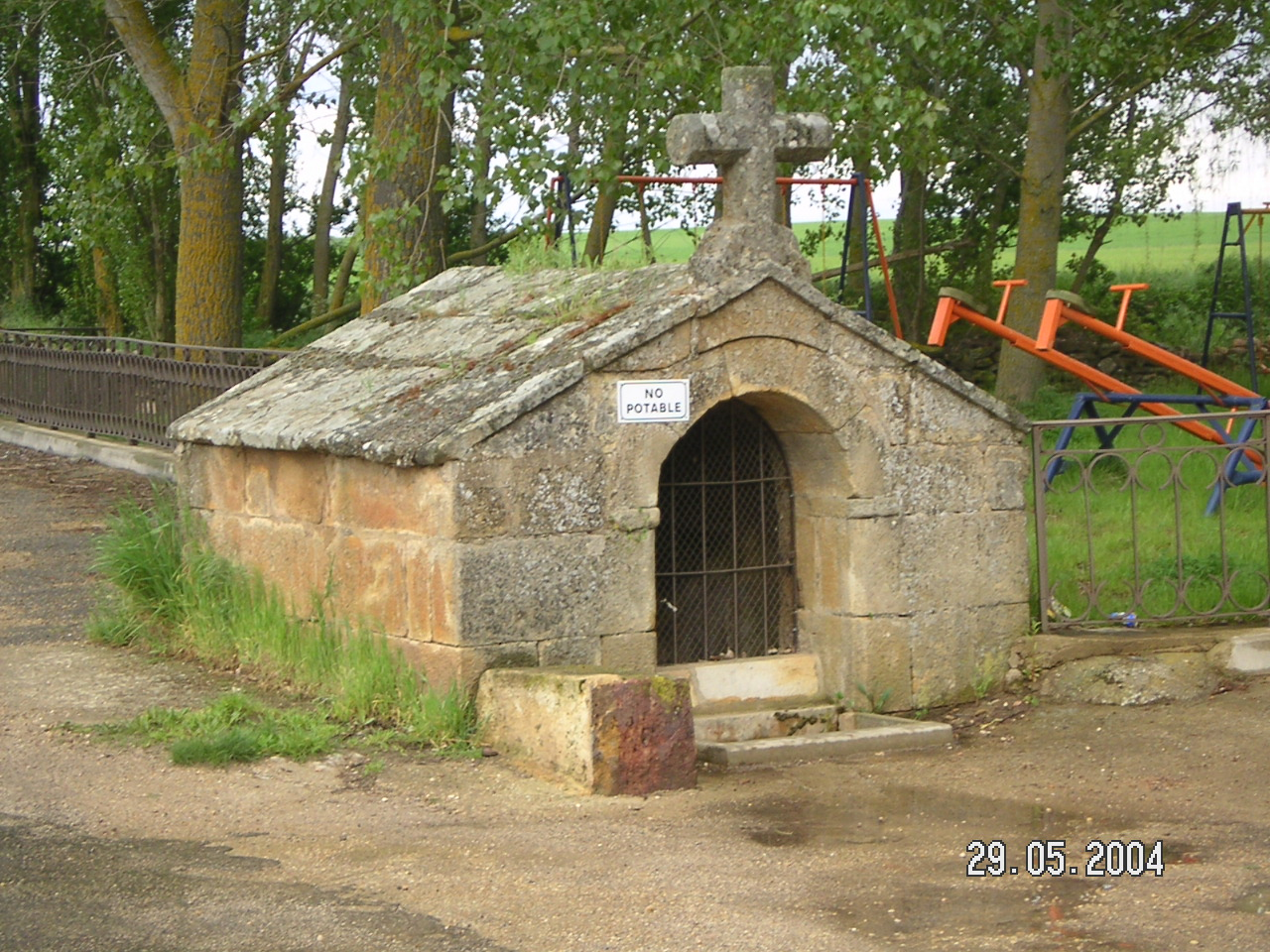
ラ・ラナ（カエルの泉）

- ローマ街道（vía 27 de Antonino） - サラゴサとアストルガを結ぶ。紀元前1世紀、アウグストゥス帝の命によりカンタブリア戦争のために作られた。
- 中世の泉「ラ・ラナ」（カエル）
- マイルストーン - ローマ街道の2つのマイルストーン。教会のそばの庭に置かれている。
- アスンシオン教会 - もとはロマネスク建築だが18世紀に大きく改築された。